# Championnat de Belgique de football de deuxième division 2020-2021
Navigation
saison précédente saison suivante
Le Championnat de Belgique de football D2 2020-2021 est la cent-quatrième édition du championnat de belge de Division 2, mais la cinquième édition sous l'appellation « Division 1B ».
À la suite d'une importante réforme de la structure pyramidale du football belge survenue en 2016, le championnat, qui ne comporte dès lors plus que 8 clubs professionnels, se compose de deux périodes au cours desquelles les différentes formations s'affrontent en allers-retours.

## Critères de participation
Parmi les critères d'octroi de la licence pour jouer en Division 1B, citons :
- Avoir 17 joueurs sous contrat avec le statut professionnel.
- Disposer d'un stade de minimum 8 000 places dont minimum 5 000 places assises.
- Disposer d'un éclairage de 800 lux.

Les clubs participant à la Division 1B perçoivent 500 000 euro par saison provenant des droits télévisés du football professionnel.

## Dossier Waasland-Beveren
Ce paragraphe « Dossier Waasland-Beveren », revient les faits et évolutions d'un litige opposant la Pro League et le club du K. RS Waasland Beveren SK. Ces désaccords surviennent après l'interruption de la compétition de Jupiler League 2019-2020 avant son terme puis que le cercle waeslandien ait été déclaré relégué l'étage inférieur. Voici brièvement rappelé l'évolution de ce qui est, pour le football belge, un des feuilletons de l'été avec celui concernant le R. Excelsior Virton lequel a été privé de licence en D1B et rencoyé en Division 2 (4e niveau (voir page du club concerné).

### Chronologie succincte
- 7 mars 2020 : la 29e journée de la phase classique de la Jupiler League est jouée « normalement ». Dernier classé avec 20 points, Waasland-Beveren a perdu (1-0 à Mouscron). Le KV Oostende, 15e classé avec 22 unités a aussi perdu (2-4 contre Genk. Aussi battu (2-1 dans le derby contre le Club), le Cercle Brugge n'est plus menacé. Il totalisé 23 points et deux victoires de mieux que Waasland[2].
- 8 mars 2020 : la « finale aller » du Division 1B (Proximus League), voit le Beerschot VA battre OH Leuven « 1-0 »[3].
- 12 mars 2020 : le gouvernement fédéral belge décrète le passage à la « Phase 2 » du plan de mesures restrictives en raison de l'aggravation de la Pandémie de Covid-19 (début du 1er confinement). Parmi les fermetures et interdictions prononcées « les activités sportives de tous types ». Certaines sources pensent que la 30e et dernière journée de la phase classique va se jouer à huis clos - il n'en est finalement rien - mais que par contre la finale de la Coupe de Belgique est reportée à une date non définie - elle n'est finalement jouée qu'au mois d'août ![4],[5].
- 17 mars 2020: devant l'étendue de la Pandémie de Covid-19, l'UEFA annonce le report d'un an de l'Euro 2020.
- 2 avril 2020 : Ayant directement suspendu ses compétitions de football professionnel, la Pro League propose d'arrêter le championnat et de sacrer le leader, le Club Brugge qui compte 15 points d'avance sur son premier poursuivant (La Gantoise)[6].
- 15 avril 2020 : Un petit peu plus d'un mois après l'interruption des compétitions le « flou artistique » prévaut au niveau Pro League, quant à la suite du championnat de D1. S'il ne devrait pas y avoir de prolongation au delà du 30 juin 2020, l'arrêt définitif est cité mais certains dirigeants espèrent encore une dernière « décision sportive »[7].
- 6 mai 2020 : Dans le courant du mois d'avril, différentes « pistes sont explorées » par les médias sportifs belges quant à l'issue du championnat professionnel 2019-2020[8].
- 15 mai 2020: Initialement programmée le 24 avril 2020, l'Assemblée Générale de la Pro League se tient le 15 mai 2020. Comme pressenti, il est voté l'arrêt définitif de la compétition et donc la suppression des play-offs. C'est l'option la plus logique en raison de l'évolution délicate de la Pandémie de Covid-19. Cette décision implique que le Club Brugge KV est officiellement sacré champion national. Compte tenu de la situation exceptionnelle, ce fait est unanimement accepté. Par contre, une autre décision soulève directement la contestation de la part du club concerné. Selon l'AG, Waasland-Beveren (16e et dernier classé lors de l'arrêt du championnat) est relégué en Division 1B. Immédiatement, le cercle waeslandien exprime son désaccord et son intention d'intenter des recours si la Ligue maintient ce choix[9].
- 21 mai 2020 : Une semaine après l'Assemblée Générale, constatant que la Pro League ne compte pas changer d'avis - étant donné que la décision a été prise en Assemblée Générale -, le K. RS Waasland Beveren SK confirme son intention de déposer une réclamation officielle en saisissant la CBAS[10].
- 25 mai 2020: Le « matricule 4068 » passe aux actes et met sa menace à exécution en déposant devant la CBAS[11].
- 2 juillet 2020: Devant l'Autorité Belge de la Concurrence (ABC), Waasland-Beveren essuie un échec car l'ABC refuse d'ordonner sa réintégration en D1A.
- 7 juillet 2020: Ayant reçu et examiné la plainte du club condamné à descendre, la Cour Belge d'Arbitrage pour le Sport donne raison au club requérant car elle considèrent que « les conditions de relégation ne sont pas effectives et qu'une nouvelle AG doit avoir lieu pour juger et voter la question de la relégation ». Dans sa démarche le club jaune et bleu a mis en cause la validité et procédure de l'AG plus que sa relégation proprement dite. Apprenant ce verdict, la Pro League se contente d'un communiqué plutôt laconique: « la Pro League prend connaissance de la décision de la CBAS. La Pro League réagira après le Conseil d'Administration de demain après-midi » (sous-entendu le jeudi 9 juillet 2020)[12].
- 9 juillet 2020 : Le Conseil d'Administration (C.A.) de la Ligue professionnelle de football prend acte de l'arrêté de la CBAS, mais ne compte pas accorder sa réintégration au club requérant. Le C.A. de la Pro League se base notamment sur l'avis rendu précédemment par l'ABC (voir 2 juillet 2020)[13].
- 13 juillet 2020 : Le Conseil d'Administration C.A. de la Pro League a tenté d'organiser une Assemblée Générale « en urgence », en date du 17 juillet 2020, mais échoue car l'accord de tous les clubs est nécessaire et... Waasland-Beveren a refusé. La direction de la Ligue pro' annonce qu'elle va convoquer une A.G. en date du 31 juillet 2020), avec comme but de soumettre la relégation du « matricule 4068 »[14].
- 30 juillet 2020 : Le tribunal de Termonde donne raison à Waasland-Beveren, ordonne que le club soit bel et bien inscrit dans le championnat de « D1A » et fixe une astreinte de 2,5 millions d'euro par rencontre jouée dans le cas où la Ligue professionnelle n'obtempère pas ! En sus de quelques erreurs de procédure et d'argumentation ajoutée à la décision de la CBAS du 7 juillet 2020, l'élément « sauvetage mathématique toujours possible » a pesé lourd dans les attendus de la Cour[15],[16].
- 31 juillet 2020: Avec une 1re journée du championnat 2020-2021 fixée au samedi 8 août 2020[17], la Pro League se retrouve avec un ordre du jour chargé lors de son Assemblée Générale du 31 juillet 2020. Dans le « Dossier Waasland-Beveren », mise sous pression par une suite de décisions favorables au club concerné et sous la menace de l'astreinte prononcée la veille, la Ligue professionnelle réintègre le matricule 4068 dans une D1A qui comptera dix-huit clubs pendant deux ans. Le nombre 18 est atteint pas la décision de promouvoir les deux finalistes de « D1B » (la finale retour de cette division sera jouée pour l'honneur)[18].

## Clubs participants à la saison 2020-2021
La désignation des participants à cette édition de la « D2 belge » est soumise à divers éléments extérieurs, notamment extra-sportifs.
Dès la fin du printemps, alors que les compétitions sont à l'arrêt, la Division 1 B est secouée par deux mauvaises nouvelles : le R. Excelsior Virton ne reçoit ni sa licence « D1B, » ni celle de Nationale 1 et doit plonger en Division 2 (Amateur). Par ailleurs, en avril, Le K. SC Lokeren est déclaré en faillite (le club disparaît). Enfin, le K. SV Roeselare n'a non plus pas reçu sa licence. Il reste un participant en suspens car ayant introduit un recours devant la CBAS (Virton aussi mais il se voit rapidement refuser les mesures provisoires demandées - voir page du club). Le 11 mai 2020, la CBAS refuse sa licence aux Roulariens qui doivent descendre en Nationale 1.
Comme expliqué dans le paragraphe « Dossier Waasland-Beveren » ci-avant, la série de « D1B » perd deux autres cercles. D'une part, la Pro League maintient le « matricule 4068 » dans la plus haute division et, d'autre part, a promu au sein de celle-ci non pas une, mais deux équipes venant de « Proximus League ».
Par rapport à la saison précédente, seuls trois clubs restent dans l'antichambre de l'élite, soit par ordre alphabétique, Lommel, l'Union Saint-Gilloise, Westerlo. L'arrivée du club logiquement décrété Champion de Nationale 1, le KM SK Deinze ne donne que quatre participants !
En mai 2020, à la suite des défections de Lokeren, de Roulers et de Virton, deux formations en ordre de « licence D1B » sont invitées à accompagner Deinze vers le 2e étage. Il s'agit du R. FC Seraing et du R.W.D. Molenbeek. Fin juillet, c'est au tour du K. Lierse Kempenzonen d'être repêché et de porter à sept le nombre de clubs participants.
Afin d'avoir un championnat à huit, la « Sélection U23 » du Club Brugeois est invitée à compléter le calendrier. Aucune suite favorable n'est donné à la contestation du K. SV Roeselare, prié de descendre faute de licence et qui s'offusque que des « U23 » qui n'ont pas demandé la dite licence soient invités à jouer en D1B,.
- Le 11 septembre 2020, le  K. SV Roeselare demande sa mise en liquidation. C'est la faillite et la disparition pour le « matricule 134 »[22]

### Légende Participants
|  | Clubs désignés promu à la fin du printemps 2020. |
|  | Clus repêchés le 31 juillet 2020.                |

| Club                 | En Division 2 depuis | Classement 2019-2020 | Budget (en M€) | Entraîneur       | Depuis | Stade                      | Capacité |
| -------------------- | -------------------- | -------------------- | -------------- | ---------------- | ------ | -------------------------- | -------- |
| K. VC Westerlo       | 2014                 | 3e                   | NC             | Bob Peeters      | 2017   | Het Kuipje                 | 8 035    |
| R. Union St-Gilloise | 2015                 | 4e                   | NC             | Felice Mazzù     | 2020   | Stade Joseph Marien        | 8 100    |
| Lommel SK            | 2018                 | 6e                   | NC             | Liam Manning     | 2020   | Stade Soeverein            | 8 000    |
| KM SK Deinze         | 2020                 | 1er (D1 Amateur)     | 3,5            | David Gevaert    | 2019   | Stade Van de Wiele         | 7 515    |
| R. FC Seraing        | 2020                 | 3e (D1 Amateur)      | 3              | Emilio Ferrera   | 2020   | Stade du Pairay            | 8 207    |
| R.W.D. Molenbeek     | 2020                 | 6e (D1 Amateur)      | 2              | Laurent Demol    | 2020   | Stade Edmond Machtens      | 12 266   |
| Lierse Kempenzonen   | 2020                 | 13e (D1 Amateur)     | 3,5            | Tom Van Imschoot | 2020   | Stade Herman Vanderpoorten | 13 539   |
| Club NXT             | 2020                 |                      | -              | Rik De Mil       | 2018   | Stade Daknam à (Lokeren)   | 9 560    |

### Localisation des clubs participants
| \| Deinze Union SG RWDM Westerlo Lommel Lierse Club Next Seraing \| Localisation des clubs engagés en Division 1B 2020-2021 |
| Deinze Union SG RWDM Westerlo Lommel Lierse Club Next Seraing                                                               |

### Villes et stades
| Lommel SK                                        | RWD Molenbeek                     | K. VC Westerlo                               | RFC Seraing                   |
| ------------------------------------------------ | --------------------------------- | -------------------------------------------- | ----------------------------- |
| Stade Soeverein Capacité : 8 000                 | Edmond Machtens Capacité : 12 266 | Het Kuipje Capacité : 8 035                  | du Pairay Capacité : 14 236   |
|                                                  |                                   |                                              |                               |
| KM SK Deinze                                     | RU Saint-Gilloise                 | Lierse Kempenzonen                           | Club Bruges U-23              |
| Burgmeester Van de Wielestadion Capacité : 7 515 | Joseph Marien Capacité : 8 100    | Stade Herman-Vanderpoorten Capacité : 14 538 | Stade Daknam Capacité : 9 560 |
|                                                  |                                   |                                              |                               |

## Organisation – Nouvelle formule pour le championnat
Après la saison 2019-2020, la deuxième division change de formule. En effet, un seul classement est désormais établi sur l’ensemble des 28 journées. Le vainqueur de ce classement est promu parmi l’élite (sous réserve d’être en ordre de licence). Les périodes ainsi que la finale entre les deux vainqueurs de période sont donc supprimées. Par contre, le championnat se déroule toujours avec 2x14 journées. Chaque formation rencontre quatre fois chacun de ses rivaux (deux fois à domicile, autant de fois en déplacement).

### Barrage pour la montée
Autre nouveauté, le deuxième du championnat a la possibilité de monter en Division 1A au terme d'un barrrage entre le 2e classé (ou premier suivant du champion en ordre de licence) et le 17e classé de Division 1A.

### Play-offs 2
Les Play-offs 2 auxquels certaines équipes de deuxième division participaient sont remaniés. Les équipes de D1B n'y prennent plus part.

### Descente
En janvier 2021, en raison de la Pandémie de Covid-19, la fédération décrète une « saison blanche » pour le football non professionnel. En relation de cause à effet, il n'y a ni descendant Division 1B/Nationale 1, ni montant dans l'autre sens. Si la D1B s'est jouée intégralement tous les niveaux inférieurs se sont limités à 3 ou 4 journées prestées.

### Changements d’entraîneurs 2020-2021
| Club | Entraîneur | Date embauche | Date licenciement |
| ---- | ---------- | ------------- | ----------------- |
|      |            |               |                   |

## Classement 2020-2021

### Légende
|                 | Club sacré champion et promu en Jupiler League la saison suivante si en ordre de licence.                 |
|                 | Club qualifié pour disputer un barrage pour une montée éventuelle contre le 17e classé de Jupiler League. |
|                 | Club(s) relégué(s) en Nationale 1.                                                                        |
| en diminution   | Club(s) relégué(s) de Division 1A depuis la saison précédente.                                            |
| en augmentation | Club(s) promu(s) de Nationale 1 depuis la saison précédente.                                              |

### Tableau des matchs - Phase 1
| Résultats (▼dom., ►ext.)                                   | BRU | DEI | LIE | LOM | RWD | USG | SER | WES |
| Club Bruges U-23                                           |     | 1-1 | 2-0 | 2-2 | 0-2 | 1-1 | 0-4 | 1-1 |
| KM SK Deinze                                               | 1-0 |     | 2-1 | 1-1 | 1-0 | 0-2 | 3-0 | 2-2 |
| Lierse Kempenzonen                                         | 2-1 | 3-4 |     | 1-3 | 4-2 | 0-2 | 2-5 | 0-1 |
| Lommel SK                                                  | 3-1 | 1-2 | 3-2 |     | 4-0 | 0-1 | 3-5 | 1-1 |
| RWD Molenbeek                                              | 2-0 | 1-1 | 2-0 | 0-1 |     | 3-1 | 3-4 | 3-1 |
| R. Union St-Gilloise                                       | 6-0 | 3-0 | 5-0 | 4-2 | 2-1 |     | 3-2 | 0-0 |
| RFC Seraing                                                | 6-1 | 3-2 | 1-3 | 1-0 | 0-1 | 1-0 |     | 0-2 |
| K. VC Westerlo                                             | 2-1 | 3-0 | 0-0 | 2-1 | 3-0 | 1-4 | 1-1 |     |
| - Victoire à domicile - Match nul - Victoire à l'extérieur |     |     |     |     |     |     |     |     |

### Tableau des matchs - Phase 2
| Résultats (▼dom., ►ext.)                                   | BRU | DEI | LIE | LOM | RWD | USG | SER | WES |
| Club Bruges U-23                                           |     | 2-4 | 2-0 | 0-2 | 1-3 | 0-4 | 0-1 | 1-1 |
| KM SK Deinze                                               | 4-0 |     | 3-0 | 2-1 | 4-4 | 2-4 | 0-0 | 0-1 |
| Lierse Kempenzonen                                         | 3-1 | 1-1 |     | 0-1 | 0-3 | 1-3 | 0-1 | 0-0 |
| Lommel SK                                                  | 2-1 | 4-2 | 2-1 |     | 3-2 | 0-2 | 1-3 | 1-0 |
| RWD Molenbeek                                              | 1-1 | 1-1 | 1-0 | 2-5 |     | 0-2 | 2-4 | 2-1 |
| R. Union St-Gilloise                                       | 3-1 | 2-2 | 2-1 | 3-2 | 2-1 |     | 2-0 | 2-1 |
| RFC Seraing                                                | 2-1 | 1-0 | 0-0 | 5-0 | 1-0 | 0-2 |     | 1-1 |
| K. VC Westerlo                                             | 1-1 | 4-0 | 2-0 | 1-1 | 2-2 | 2-2 | 4-3 |     |
| - Victoire à domicile - Match nul - Victoire à l'extérieur |     |     |     |     |     |     |     |     |

### Classement général
- Remarque : Montée en D1A, maintien ou descente sont conditionnés à l'octroi des licences concernées.

Dotée de 17 points d'avance, l'Union St-Gilloise est sacrée championne au soir de la 23e journée en remportant le derby bruxellois contre le RWD Molenbeek. Ce faisant et si le matricule 10 obtient sa licence ad hoc, il retrouve l'élite nationale après 48 ans d'absence.
| Rang | Équipe                | Pts | J  | G  | N  | P  | Bp | Bc | Diff |
| ---- | --------------------- | --- | -- | -- | -- | -- | -- | -- | ---- |
| 1    | R. Union St-Gilloise  | 70  | 28 | 22 | 4  | 2  | 69 | 24 | +45  |
| 2    | R. FC Seraing         | 52  | 28 | 16 | 4  | 8  | 55 | 37 | +18  |
| 3    | Lommel SK             | 43  | 28 | 13 | 4  | 11 | 50 | 47 | +3   |
| 4    | K. VC Westerlo        | 43  | 28 | 10 | 11 | 5  | 41 | 30 | +11  |
| 5    | KM SK Deinze          | 39  | 28 | 10 | 9  | 9  | 45 | 46 | -1   |
| 6    | R.W.D. Molenbeek      | 35  | 28 | 10 | 5  | 13 | 44 | 49 | -5   |
| 7    | K. Lierse Kempenzonen | 16  | 28 | 4  | 4  | 20 | 25 | 55 | -30  |
| 8    | Club Bruges KV U-23   | 13  | 28 | 2  | 6  | 20 | 23 | 64 | -41  |

## Résumé de la saison
- Champion : R.Union St-Gilloise

4e titre de 2e niveau, premier en tant que « Division 1B »
| Région flamande (5)              | Région flamande (5) | Région wallonne (3)               | Région wallonne (3) |
| -------------------------------- | ------------------- | --------------------------------- | ------------------- |
| Province d'Anvers                | 2                   | Province de Hainaut               | 0                   |
| Province de Flandre-Occidentale  | 1                   | Province de Liège                 | 1                   |
| Province de Flandre-Orientale    | 1                   | Province de Luxembourg            | 0                   |
| Province de Limbourg             | 1                   | Province de Namur                 | 0                   |
| Province du Brabant flamand      | 0                   | Province du Brabant wallon        | 0                   |
| Région de Bruxelles-Capitale VFV | 0                   | Région de Bruxelles-Capitale ACFF | 2                   |

À partir de la saison 2017-2018, le Brabant est également scindé en ailes linguistiques. Les cercles de la Région de Bruxelles-Capitale doivent choisir leur appartenance entre VFV et ACFF. La grande majorité opte pour l'ACFF..

### Promus en Division 1A
- R. Union St-Gilloise
- R. FC Seraing (après barrage)

### Relégués de Division 1A
- Royal Excel Mouscron
- K. RS Waasland Beveren SK (après barrage)

### Relégué en Nationale 1
Aucun club de division 1B n'est relégué en raison de la saison blanche décrétée pour les séries amateurs, à cause de la pandémie de Covid-19.

### Promu de Nationale 2 (Réintégration)
- Royal Excelsior Virton